# アリス・コールマン
アリス・メアリ・コールマン（Alice Mary Coleman、1923年6月8日 - 2023年5月2日）は、イギリスの地理学者、キングス・カレッジ・ロンドン名誉教授。1960年代に第二次土地利用調査 (Second Land Use Survey of Britain) を指揮し、1980年代以降の住宅開発に影響を与えた土地利用計画やアーバンデザインの分析に取り組んだ。

## 学歴
コールマンは、まず教員資格を得た後、ロンドン大学バークベック・カレッジでBA、ユニヴァーシティ・カレッジ・ロンドンでMAを取得した。

## 研究職歴
コールマンは、中等教育の現場で教師として働いた後、キングス・カレッジ・ロンドンの地理学部門の講師となり、その後、カナダや日本で働いた時期を経て、1987年に教授となった。1996年には退職し、その後は名誉教授となっている。

### 土地利用調査
1960年代、コールマンはイギリス第二次土地利用調査 (the Second Land Use Survey of Britain) の指揮をとるディレクターとなった。この取り組みは、1930年代にダドリー・スタンプが実施した調査以来となる、久々に包括的な土地利用の把握を試みたものであった。この調査によって、1枚で200平方キロメートルをカバーする地図120枚ほどが発行された。

### 土地利用計画
土地利用調査において見出した知見に基づいて、コールマンは、イギリス国内における諸計画の有効性に疑問を投げかけ、特に農村と都市の周縁部における劣化した土地利用は、計画の不備に起因するものと考えた (Coleman 1976)。

### アーバンデザイン
1980年代に、キングス・カレッジ・ロンドンの土地利用調査ユニット (the Land Use Research Unit) の長であったコールマンは、建築家オスカー・ニューマン (Oscar Newman) の防護空間理論を発展させた。調査ユニットは、「社会病理 (social malaise)」の指標となるようなもの（放置されたゴミ、ヴァンダリズム（破壊行為）、グラフィティなど）を、インナー・ロンドンのサザーク区とタワーハムレッツ区における、戦後に開発された社会住宅（social housing：公営住宅）について調査し、地区内にあった4050棟の多階層のブロックを調査し、さらにオックスフォードのブラックバード・レイズも同様に調査した。これら調査した指標は、建物の階層数など、一つのブロック（住区）内の様々な部屋数などとの有意な相関関係にある。
アリス・コールマンがその知見をまとめて、1985年に出版した『Utopia on trial（ユートピアへの審判）』 (Coleman 1985) は論争を呼び、ニューマンも、物理的要因と相互作用を起こす社会的要因への関心が不十分ではないかと示唆した。ロンドン大学ユニヴァーシティ・カレッジ・ロンドン (UCL) バートレット校のビル・ヒリアー (Bill Hillier) は、コールマンが見出した巨視的に捉えられた住宅の状態と社会問題の結びつきの多くは、統計の上で生じた見かけ上のものに過ぎず、大きなブロックにより多くのゴミがあるのは、単に大きいからでしかないと論じた。こうした批判もありながら、1991年には政府が5000万ポンドを提供し、一部のエステートが選ばれ、コールマンの指揮の下でDICE (Design Improvement Controlled Experiment) プロジェクトと称された実証実験が行われた (Coleman 1992)。重要だった提案のひとつはブロックとブロックをつなぐ空中歩廊の撤去であり、これは犯罪の機会を減少させるのに効果があったが、DICEの全般的な有効性について、また、社会的、経済的手法に対して物理的環境の設計がより有効と言えるか否かをめぐっては議論が分かれたままである。

## 他分野

### 筆跡学
コールマンは、筆跡学にも関心を持っており、『Graphology』誌の編集にあたったり、寄稿もしているほか、筆跡学用語のシソーラスを執筆している。

### 識字力
コールマンの最後の著作 (Coleman & McKnee 2007) は、小学校における読字教育について、フォニックスの使用を奨励するものであった。キングス・カレッジ・ロンドンで研究職につく前、1940年代に中等学校の教師であったコールマンは、1200人の生徒に接した経験の中でひとりしか字が読めない生徒に出会わなかったと述べる。これに対して今日では、おそらく30人くらいは学習障害で特殊学校に行っているだろうし、さらに300人くらいはろくに字が読めないだろうと述べている。

## おもな著作
- Coleman, A. (1961). “The second land-use survey: Progress and prospect”. Geographical Journal 127 (2):  68–186. JSTOR 1792894.
- Coleman, A & Maggs, K.R.A (1965), Land Use Survey Handbook, fourth (Scottish) Edition, Isle of Thanet Geographical Association
- Coleman, A.M & Lukehurst, C.T. (1967), British landscapes through maps, 10: East Kent: a description of the Ordnance Survey Seventh Edition One-Inch sheet 173. Geographical Association, ISBN 0-900395-22-2 (paperback ed)
- Coleman, A.M & Lukehurst, C.T. (1974), Field Studies for Schools, Rivingtons, ISBN 0-280-22910-0.
- Coleman, A. (1976). “Is Planning really necessary?”. Geographical Journal 142 (3):  411–430. doi:10.2307/1795294. JSTOR 1795294.
- Coleman, A.M & Shaw, J.E. (1980), Field Mapping Manual, London: King's College, ISBN
- Coleman, A.M. (1985), Utopia on trial: Vision and reality in planned housing. London: Hilary Shipman
- Coleman, A, The Social consequences of Housing Design, ch. 7 of Robson, B (Ed), Managing the city: The Aims and Impacts of Urban Policy, Rowman & Littlefield, ISBN 0-389-20731-4
- Coleman, A., Coleman, D., Beresford, P. Melville-Ross, T. et al. (1988), Altered estates. London: Adam Smith Institute, 1988.
- Coleman, A. (1992a), 'The Dice Project', in 'High rise housing', special issue of Housing and Town Planning Review, London: National Housing and Town Planning Council
- Coleman, A., England, E., Latymer, Y. and Shaw, J.E. (1992), Scapes and Fringes 1:400,000 Environmental Territories of England and Wales, London: Second Land Utilisation Survey (2 maps and booklet)
- Coleman, Alice & McKnee, Mona (2007), The Great Reading Disaster: Reclaiming Our Educational Birthright, Exeter and Charlottesville VA: Imprint Academic, ISBN 978-1-84540-097-2

このほか、日本語で読める論文として、1991年に札幌市で行った講演を基にした論文を山下克彦が翻訳した「英国住宅地デザインの社会問題」がある。

## 受賞
王立地理学会は、コールマンに対し、1963年にギル記念賞 (Gill Memorial Award)、1987年にバスク賞 (Busk Award) を贈った。